# Sébastien Chabaud

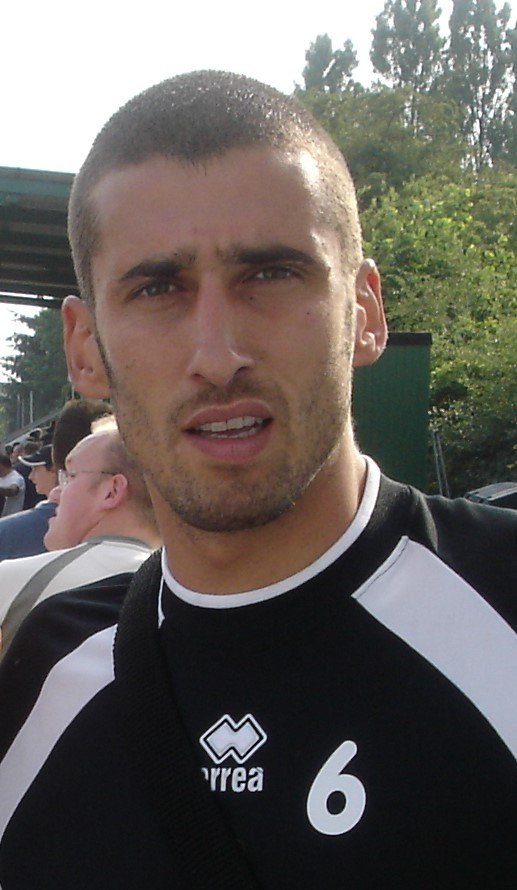
Sébastien Chabaud

Sébastien Chabaud (Marseille, Frankrijk, 9 maart 1977) is een Frans voormalig profvoetballer. Gedurende zijn carrière kwam hij uit voor de Franse clubs AS Cannes en AS Nancy, tweemaal Sporting Charleroi en de Spaanse club Gimnàstic de Tarragona. In het tussenseizoen van 2007-2008 verhuisde hij kortstondig naar Germinal Beerschot, waar hij niet verder kwam dan enkele invalbeurten, alvorens in juni 2008 terug te keren naar Sporting Charleroi. In 2010 stopte hij met voetballen.
Chabaud is een rechtsvoetige verdedigende middenvelder.

## Spelerstatistieken
| seizoen    | club                   | land      | competitie         | wed. | goals |
| ---------- | ---------------------- | --------- | ------------------ | ---- | ----- |
| 1995-96    | AS Cannes              | Frankrijk | Ligue 1            | 11   | 0     |
| 1996-97    | AS Cannes              | Frankrijk | Ligue 1            | 4    | 0     |
| 1997-98    | AS Cannes              | Frankrijk | Ligue 1            | 16   | 0     |
| 1998-99    | AS Cannes              | Frankrijk | Ligue 2            | 29   | 3     |
| 1999-2000  | AS Cannes              | Frankrijk | Ligue 2            | 32   | 4     |
| 2000-01    | AS Nancy               | Frankrijk | Ligue 2            | 35   | 6     |
| 2001-02    | AS Nancy               | Frankrijk | Ligue 2            | 27   | 3     |
| 2002-03    | AS Nancy               | Frankrijk | Ligue 2            | 36   | 3     |
| 2003-04    | Sporting Charleroi     | België    | Jupiler League     | 31   | 2     |
| 2004-05    | Sporting Charleroi     | België    | Jupiler League     | 33   | 4     |
| 2005-06    | Sporting Charleroi     | België    | Jupiler League     | 14   | 2     |
| 2006-07    | Sporting Charleroi     | België    | Jupiler League     | 19   | 3     |
| 2006-07    | Gimnàstic de Tarragona | Spanje    | Primera División   | 16   | 0     |
| 2007-08    | Gimnàstic de Tarragona | Spanje    | Segunda División A | 4    | 0     |
| 2007-08    | Germinal Beerschot     | België    | Jupiler League     | 5    | 0     |
| 2008-09    | Sporting Charleroi     | België    | Jupiler League     | 24   | 0     |
| 2009-10    | Sporting Charleroi     | België    | Jupiler League     | 2    | 0     |
| Bijgewerkt | 07-07-2010             |           | Totaal             | 338  | 30    |